# Grevie landskommun
Grevie landskommun var en tidigare kommun i dåvarande Kristianstads län.

## Administrativ historik
Kommunen bildades i Grevie socken i Bjäre härad i Skåne när 1862 års kommunalförordningar trädde i kraft. 
Vid kommunreformen 1952 uppgick kommunen i Förslövsholms landskommun som 1971 uppgick i Båstads kommun.